# Ždaňa
Ždaňa (Hongaars: Hernádzsadány) is een Slowaakse gemeente in de regio Košice, en maakt deel uit van het district Košice-okolie.
Ždaňa telt 1.349 inwoners.